# 교연로
교연로(Gyoyeon-ro)는 충청북도 진천군 초평면 석탄교차로에서 음성군 맹동면 쌍정교차로를 잇는 도로이다.

## 주요 경유지
충청북도
- 진천군 (초평면 . 덕산읍) - 진천군 (맹동면)

## 노선
| 이름                  | 접속 노선                                | 소재지 | 소재지 | 비고                 |
| --------------------- | ---------------------------------------- | ------ | ------ | -------------------- |
| 석탄 교차로           | 국도 제34호선 (신초평로)                 | 진천군 | 초평면 | 지방도 제513호선구간 |
| 석탄삼거리            | 초평로                                   | 진천군 | 초평면 | 지방도 제513호선구간 |
| 중석사거리            | 돌여울길                                 | 진천군 | 초평면 | 지방도 제513호선구간 |
| 미호1교               |                                          | 진천군 | 초평면 | 지방도 제513호선구간 |
| 영주원사거리          | 영주원1길                                | 진천군 | 초평면 | 지방도 제513호선구간 |
| 영신사거리            | 영신길                                   | 진천군 | 초평면 | 지방도 제513호선구간 |
| 마두사거리            | 도장길                                   | 진천군 | 초평면 | 지방도 제513호선구간 |
| 구산1사거리           | 초금로                                   | 진천군 | 덕산읍 | 지방도 제513호선구간 |
| 구산2사거리           | 석장1길                                  | 진천군 | 덕산읍 |                      |
| 기전사거리            | 이영남로                                 | 진천군 | 덕산읍 |                      |
| 석장천2교             |                                          | 진천군 | 덕산읍 |                      |
| (이름없음)            | 지방도 제533호선 (원중로)                | 음성군 | 맹동면 |                      |
| 쌍정 교차로           | 지방도 제533호선 (덕금로) 맹동산단지원로 | 음성군 | 맹동면 |                      |
| 맹동산단지원로와 직결 |                                          |        |        |                      |